# Matthias Berninger

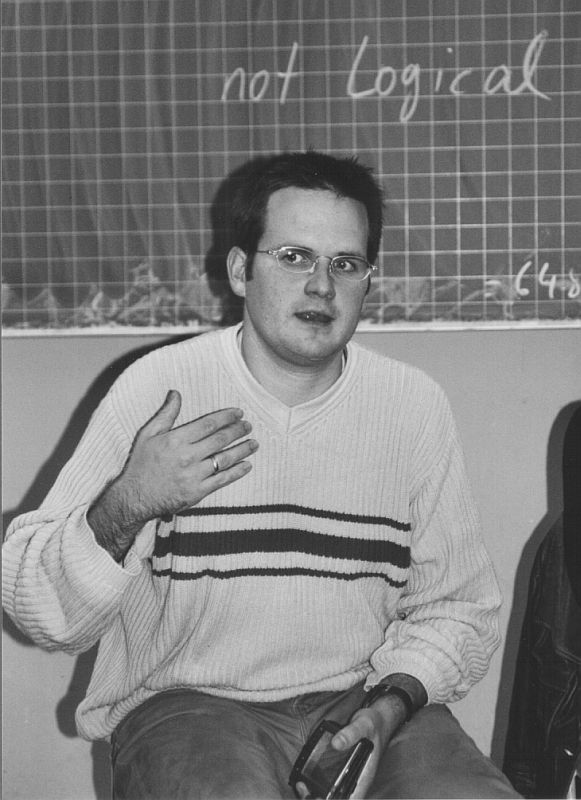
Matthias Berninger, 2004

Matthias Berninger (* 31. Januar 1971 in Kassel) ist ein ehemaliger deutscher Politiker (Bündnis 90/Die Grünen). Er war von 2001 bis 2005 Parlamentarischer Staatssekretär im Bundesministerium für Verbraucherschutz, Ernährung und Landwirtschaft und von 2003 bis 2007 Landesvorsitzender von Bündnis 90/Die Grünen Hessen. Seit seinem Ausscheiden aus der Politik 2007 arbeitete er als Lobbyist zunächst für den US-amerikanischen Nahrungsmittel- und Süßwarenkonzern Mars Incorporated. Seit dem 1. Januar 2019 ist er Leiter des Bereichs „Öffentlichkeit und Nachhaltigkeit“ der Bayer AG.

## Schule und Studium
Nach dem Abitur 1990 am Goethe-Gymnasium in Kassel begann Berninger ein Studium der Chemie und der Politologie an der Gesamthochschule Kassel, welches er 1994 mit dem ersten Staatsexamen für das Lehramt an Gymnasien beendete.

## Politische Karriere
Seit 1990 ist er Mitglied bei Bündnis 90/Die Grünen. Von 1993 bis 1997 war er Mitglied im Gemeinderat von Ahnatal und von 1993 bis 1994 außerdem im Kreistag des Landkreises Kassel. Von 2003 bis 2007 war Berninger Sprecher des Grünen-Landesvorstandes von Hessen.
Nach der Bundestagswahl 1994 wurde Berninger im Alter von 23 Jahren als bis dahin jüngster Abgeordneter Mitglied des Deutschen Bundestages. Hier war er von 1997 bis 2001 hochschulpolitischer Sprecher der Bundestagsfraktion Bündnis 90/Die Grünen. Berninger ist stets über die Landesliste Hessen in den Deutschen Bundestag eingezogen. Seine Kandidaturen um das Direktmandat im Bundestagswahlkreis Kassel blieben hingegen erfolglos.
Am 23. Januar 2001 wurde Berninger als Parlamentarischer Staatssekretär bei der Bundesministerin für Verbraucherschutz, Ernährung und Landwirtschaft Renate Künast in die von Bundeskanzler Gerhard Schröder geführte Bundesregierung berufen. Mit 29 Jahren war er der jüngste je berufene parlamentarische Staatssekretär.
Nach der Bundestagswahl 2005 schied er am 22. November 2005 aus dem Amt des parlamentarischen Staatssekretärs. Am 27. September 2005 kandidierte er für den Posten des parlamentarischen Geschäftsführers, unterlag jedoch Volker Beck im ersten Wahlgang mit 17 zu 34 Stimmen. Berninger war von 2005 bis 2007 wirtschaftspolitischer Sprecher der Bundestagsfraktion Bündnis 90/Die Grünen. Seine politische Laufbahn beendete Berninger im Februar 2007, indem er auf sein Mandat verzichtete. Für ihn rückte Nicole Maisch in den Bundestag nach.
Berninger galt als Realo und als Zögling Joschka Fischers. Er war Mitglied der sogenannten Pizza-Connection, eines Gesprächskreises zwischen einigen jungen Abgeordneten der CDU und Bündnis 90/Die Grünen, der als Wegbereiter schwarz-grüner Koalitionen galt. Er stand in ständigem Kontakt unter anderem zu dem damaligen Junge-Union-Chef Philipp Mißfelder und zu dem FDP-Politiker und späteren Bundesgesundheitsminister Daniel Bahr. Ebenso galt er als wirtschaftsliberaler Vertreter der New Economy.

## Privatwirtschaft
2007 wechselte Berninger als Lobbyist nach Brüssel zum US-Nahrungsmittel- und Süßwarenkonzern Mars Incorporated als „Director Corporate Health and Nutrition“, um dessen Image in Europa zu verbessern. Im August 2008 wurde er zum „Global Head of Public Policy“ des Konzerns befördert und war weltweit für „Gesundheit, Ernährung und Nachhaltigkeit“ zuständig.
Am 1. Januar 2019 wechselte Berninger als Leiter des neu geschaffenen Bereichs „Öffentlichkeit und Nachhaltigkeit“ zur Bayer AG, nachdem der Konzern den US-Saatgut- und Pestizidhersteller Monsanto für 59 Milliarden Euro übernommen hatte. Damit muss sich Berninger als Cheflobbyist auch mit Fragen zum Pflanzenschutzmittel Glyphosat, das im Verdacht steht, Krebs zu erregen, und gegen dessen Einsatz insbesondere die Grünen in Deutschland versuchen vorzugehen, auseinandersetzen. Hierzu nahm er in einem Interview mit dem Nachrichtenmagazin Der Spiegel Stellung.

## Film
- Rot-Grün macht Kasse. Dokumentarfilm  über die Tätigkeit ehemaliger Politiker als Lobbyisten, 30 min, Deutschland, 2011, Produktion: NDR/Panorama[19]

## Kabinette
- Kabinett Schröder I – Kabinett Schröder II